# Maomé Codabanda
Maomé Codabanda (em persa: محمد خدابنده; romaniz.: Mohammed Khodabanda; 1532 - 1595/1596) foi xá do Império Safávida, sucessor Ismail II (r. 1576–1577) e antecedendo Abas I (r. 1588–1629).